# هری بل (بازیکن فوتبال، زاده ۱۸۶۲)
هری بل (انگلیسی: Harry Bell; ۱۸ آوریل ۱۸۶۲ – ۱۸ ژانویهٔ ۱۹۴۸) بازیکن فوتبال اهل بریتانیا بود.
از باشگاه‌هایی که در آن بازی کرده‌است می‌توان به باشگاه فوتبال وست برومویچ آلبیون اشاره کرد.